# Pictofilia
Pictofilia é o comportamiento sexual em que a excitação sexual é relativa ou dependente do fato de ver fotografias ou vídeos de ações sexuais (pornografia), sozinho ou em presença de parceiro (a).